# Postsionisme
Le postsionisme (ou post-sionisme) est un concept soulignant, pour ceux qui s'y rattachent, que le sionisme est une idéologie dépassée ou caduque. Il est le résultat d'une réflexion pluridisciplinaire menée entre autres par les nouveaux historiens israéliens.
L'idée centrale du postsionisme est de considérer qu'Israël est devenu un fait incontournable, dont l'existence n'est plus remise en question, contrairement à la thèse officielle de l'État en danger permanent. Cette idée a un certain nombre de conséquences importantes sur la politique « souhaitable » à l'avenir, d'après les tenants de ce mouvement, en particulier en ce qui concerne les relations avec les Palestiniens : si l'État israélien n'est pas en danger et que son existence n'est pas remise en question, rien ne s'oppose plus d'après eux à une paix durable, y compris en passant par la reconnaissance d'un État palestinien par Israël.
Le postsionisme repose sur une « analyse sans complaisance, (par les chercheurs de cette école) de la construction historique du narratif sioniste et de ses implications en termes de choix politique pour le nouvel État ».
La pensée post-sioniste a pris de l'ampleur après la Première intifada et a commencé à être reconnue comme un discours possible en Israël à partir de la signature des Accords d'Oslo. Mais avec l'« explosion de la Seconde intifada » et l'arrivée au pouvoir d'Ariel Sharon, les « positions médiatiques » acquises par le mouvement ont disparu et son audience est devenue plus marginale en Israël.

## Comparaison avec le néosionisme
Les caractéristiques à la fois du néosionisme et du postsionisme ne sont pas entièrement étrangères au sionisme classique mais elles diffèrent en accentuant des divergences existant déjà au sein du sionisme. Pour Chan & al., « le néosionisme accentue les dimensions messianiques et particularistiques du nationalisme sionisme tandis que le postsionisme accentue ses dimensions universalistes et de normalisation ».
|                           | Néosionisme                                        | Postsionisme                                   |
| ------------------------- | -------------------------------------------------- | ---------------------------------------------- |
| Concept d'appartenance    | Ethnique                                           | Civique                                        |
| Identité                  | Juif                                               | Israélien                                      |
| Identité normative        | Collectivisme                                      | Individualisme                                 |
| Identification spatiale   | Eretz Israel (« Terre biblique »)                  | État d'Israël (« Ligne verte »)                |
| Identification temporelle | Temps anciens et lointain futur (« Nos ancêtres ») | Présent et futur proche (« Nos enfants »)      |
| Identité culturelle       | Particularisme culturel (« Peuple élu »)           | Universalisme (« Recherche de normalisation ») |
| Culture politique         | Fondamentalisme-messianisme                        | Utilitarisme-pragmatisme                       |
| Manifestation politique   | Goush Emounim (« Bloc de la Foi »)                 | Yesh Gvoul (« Il existe une frontière »)       |